# أليس كونينغهام فليتشير
أليس كونينغهام فليتشير (بالإنجليزية: Alice Cunningham Fletcher) (وُلدت في 15 مارس 1838 في هافانا – تُوفيت في 6 أبريل 1923 في واشنطن العاصمة) هي عالمة أعراق وعالمة إنسان وعالمة اجتماعية أمريكيّة درست ووثّقت الثقافة الأمريكية الهندية.

## سيرة حياتها

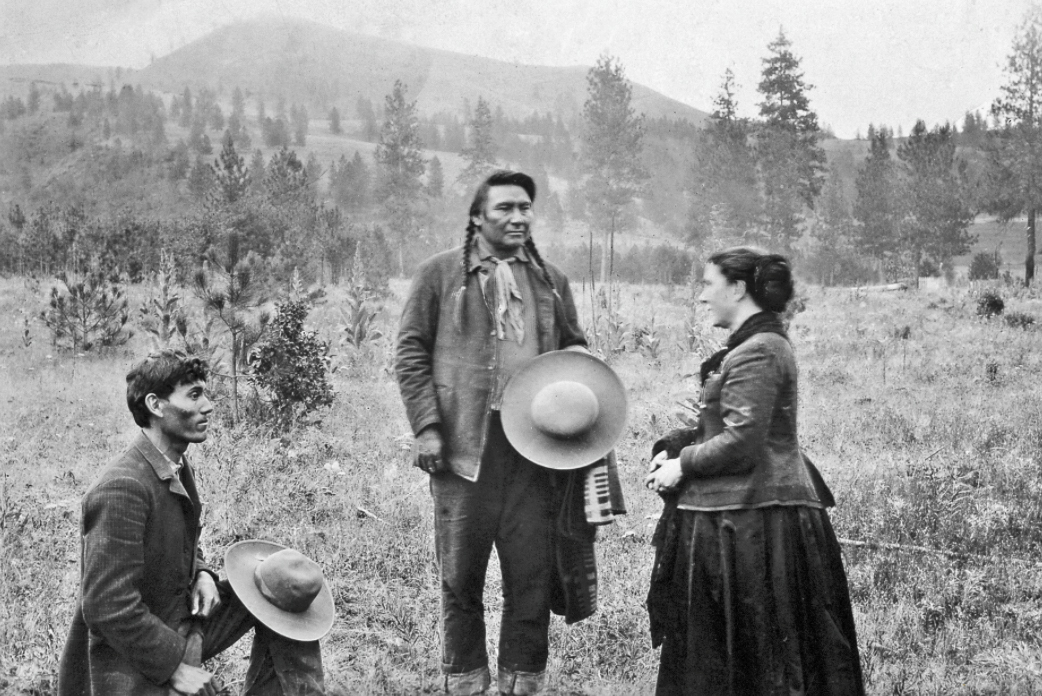
أليس كننغهام فليتشر والزعيم جوزيف في محمية نيز بيرسي لابواي في أيداهو 1889.

عُرف القليل فقط عن والدا فليتشير؛ إذ كان والدها محاميًا في نيويورك وكانت والدتها من عائلة بارزة في بوسطن. انتقل والداها إلى هافانا بكوبا حاملين معهما آمالًا عقيمة في تخفيف مرض والدها بمناخ أفضل. ولِدت فليتشر هناك في عام 1838. بعد وفاة والدها في عام 1839، انتقلت العائلة إلى بروكلين هايتس، مدينة نيويورك. التحقت فليتشير بأكاديمية بروكلين للإناث وهي مدرسة خاصة للنخبة. كانت فليتشير تدرّس في المدرسة ثم أصبحت محاضِرة عامة لدعم نفسها، معتبرةً أن علماء الأنثروبولوجيا وعلماء الآثار كانوا الأفضل في الكشف عن التاريخ القديم للإنسان. دعت أيضًا إلى تعليم الأمريكيين الأصليين «كي يتسنى لهم الوصول لمُعدّات الحضارة».
عزت فليتشير الفضل لفريدريك وارد بوتنام بتحفيز اهتمامها بالثقافة الهندية الأمريكية وبدأت العمل معه في متحف بيبودي لعلم الآثار وعلم الأجناس في جامعة هارفارد. درست رفات الحضارة الهندية في أودية نهريّ أوهايو وميسيسبي، وأصبحت عضوًا في المعهد الأثري الأمريكي في عام 1879.
منذ عام 1881، شاركت فليتشير في مدرسة كارلايل الهندية في بنسلفانيا، حيث يتعلم أطفال السكان الأصليين اللغة الإنجليزية والحساب والمهارات المصممة للسماح لهم بأن يكونوا مواطنين أمريكيين مدمجين.
في عام 1881، قامت فليتشير برحلة غير مسبوقة للعيش مع شعب السو ودراسة شعبها في أراضيها المحمية بصفتها ممثلة عن متحف بيبودي. رافقتها سوزيت «مشرقة العينين» لا فليش، وهي المتحدثة باسم أوماها وعملت كمترجمة فورية لصالح الزعيم «الدب الواقف» (بالإنجليزية: Standing Bear) في عام 1879 في محاكمته التاريخية للحقوق المدنية. وكان معهما أيضًا توماس تيبلز، وهو صحفي ساعد في نشر قضية الدب الواقف ونظم جولة لمدة عدة أشهر لإلقاء المحاضرات في الولايات المتحدة.
مثّلت تلك الفترة أيضًا بداية تعاون فليتشير الذي دام أربعين عامًا مع فرانسيس لا فليش، الأخ غير الشقيق لسوزيت. تعاونا بشكل مهني وعاشا علاقة أم وابن غير رسمية. وقد تقاسما منزلا في واشنطن العاصمة في بداية عام 1890.
بالإضافة إلى أبحاثها وكتاباتها، شغلت فليتشير العديد من المناصب المعينة الخاصة خلال أواخر القرن التاسع عشر. في عام 1883، عُيِّنت كوكيل خاص من قبل الولايات المتحدة كي تؤدي مهمة تخصيص أراضي لقبائل ميواك، وفي عام 1884 أعدّت وأرسلت إلى معرض الذكرى المئوية العالمية للقطن عينة  تظهر سير تقدم الحضارة ضمن الهنود في أمريكا الشمالية في ربع القرن السابق، وفي عام 1886 زارت سكان ألاسكا الأصليين وجزر ألوتيان في مهمة صادرة عن مفوض التربية والتعليم. في عام 1887 عُيِّنت كوكيل خاص للولايات المتحدة في تخصيص الأراضي بين قبيلتي وينيباغو ونيز بيرس بموجب قانون دوز.
عُيِّنت مساعدة في علم الأعراق في متحف بيبودي عام 1882، وفي عام 1891 تلقت زمالة ثاو التي أُوجِدت خصيصًا لها. بصفتها ناشطة في المجتمعات المهنية، فقد انتُخبت رئيسةً للجمعية الأنثروبولوجية في واشنطن، وفي عام 1905 انتُخبت كأول امرأة رئيسة لجمعية الفلكلور الأمريكي. عملت أيضًا نائبة لرئيس الجمعية الأمريكية لتقدم بالعلوم، وكانت عضواً لفترة طويلة في الجمعية الأدبية في واشنطن.
عبر العمل من خلال جمعية النساء الهندية الوطنية، قدمت فليتشير نظاما للقروض الصغيرة للهنود، وساعدت أيضًا على تأمين قرض لسوزان لا فليش بيكوت - امرأة من أوماها – ليتسنى لها الدراسة في كلية الطب. تخرجت لا فليش متفوقةً على صفها وأصبحت أول طبيبة أمريكية أصلية في الولايات المتحدة.

## وصلات خارجية
- أليس كونينغهام فليتشير على موقع الموسوعة البريطانية (الإنجليزية)
- أليس كونينغهام فليتشير على موقع ميوزك برينز (الإنجليزية)